# Ei-ichi Negishi
Ei-ichi Negishi (japanska: 根岸栄一?, Negishi Ei'ichi), född 14 juli 1935 i Changchun i dåvarande japanska Manchukuo (nu i Jilin i Kina), död 6 juni 2021 i Indianapolis i Indiana i USA, var en japansk kemist, verksam vid Purdue University i USA. Han belönades med Nobelpriset i kemi 2010, tillsammans med Richard F. Heck och Akira Suzuki, för ”palladiumkatalyserade korskopplingar i organisk syntes”.
Negishi har givit namn åt den så kallade Negishi-korskopplingen.